# Willi Gehrke
Willi Gehrke (* 28. Januar 1908 in Rixdorf bei Berlin; † 27. Februar 1987 in Berlin) war ein deutscher Politiker (SPD).
Willi Gehrke besuchte eine Mittelschule und machte eine Lehre als Maurer. Er trat 1924 der Gewerkschaft und 1926 der SPD bei. Später besuchte er Abendkurse bei der Baugewerkschule in Berlin und wurde 1937 Bautechniker, Bauingenieur und Statiker.
Nach dem Zweiten Weltkrieg wurde Gehrke bei der Berliner Wahl 1948 in die Bezirksverordnetenversammlung im Bezirk Neukölln gewählt. 1959 wurde er Bürgerdeputierter in Neukölln. Anfang der 1960er Jahre wurde er Vorsitzender des Betriebsrats und Mitglied des Aufsichtsrats der Gemeinnützigen Siedlungs- und Wohnungsbaugesellschaft (GSW). Bei der Wahl 1963 wurde Gehrke in das Abgeordnetenhaus von Berlin gewählt, 1971 schied er aus dem Parlament aus.